# Râul Șoimu, Crișul Negru
Râul Șoimu este un curs de apă, afluent al râului Crișul Mic.

## Bazin hidrografic
Râul Șoimu face parte din bazinul hidrografic al Crișurilor

## Hărți
- Harta Munții Codru-Moma  Arhivat în 9 iunie 2008, la Wayback Machine.